# Centro de Referência para as Energias Solar e Eólica Sérgio de Salvo Brito
O Centro de Referência para as Energias Solar e Eólica Sérgio de Salvo Brito (CRESESB) foi criado no final de 1994 através de um convênio entre o CEPEL e o MME - Ministério Brasileiro de Minas e Energia, com apoio do MCT – Ministério Brasileiro de Ciência e Tecnologia, e se localiza nas instalações do CEPEL, no Rio de Janeiro.
Desde sua fundação, o CRESESB tem desenvolvido diversos trabalhos, sendo os mais importantes: apoio aos diversos programas de governo do MME e do MCT, divulgação de informações via Internet, montagem e realização de cursos de energia solar e eólica, edição de publicações, manutenção de uma biblioteca especializada e realização de visitas à Casa Solar Eficiente.
O CRESESB é identificado, tanto no Brasil como no exterior, como um ponto de referência[carece de fontes?] para informações e desenvolvimento de atividades relacionadas com energias solar e eólica no Brasil.